# Decidia doylei
Decidia doylei är en insektsart som först beskrevs av Andrew Nelson Caudell 1906.  Decidia doylei ingår i släktet Decidia och familjen Pseudophasmatidae. Inga underarter finns listade i Catalogue of Life.